# エミル・ミーク
エミル・ミーク（Emil Meek、1988年8月20日 - ）は、ノルウェーの男性総合格闘家。ソール・トロンデラーグ県トロンハイム出身。フロントライン・アカデミー/MMAトロンハイム所属。

## 来歴
ネスナ、オスロ、トロンハイムで少年時代を過ごし、テレビで総合格闘技を見たことがきっかけとなり2010年から総合格闘技を始めた。トマス・フォルモと共にMMAトロンハイムを運営している。
アマチュア総合格闘技を6勝無敗の戦績でプロへ転向。
2011年3月12日、イングランドでプロ総合格闘技デビュー。
2016年8月20日、Venator FC 3のウェルター級王座決定戦でホジマール・パリャーレスに45秒でKO勝利して王座獲得に成功した。注目を集め、UFCと契約。
2018年1月14日、UFC Fight Night: Stephens vs. Choiでウェルター級ランキング10位のカマル・ウスマンと対戦し、判定負け。

### UFC
2016年12月10日、UFC初参戦となったUFC 206でジョーダン・メインと対戦し、判定勝利を収めた。

## 戦績
| 総合格闘技 戦績 | 総合格闘技 戦績 | 総合格闘技 戦績 | 総合格闘技 戦績 | 総合格闘技 戦績 | 総合格闘技 戦績 | 総合格闘技 戦績 |
| --------------- | --------------- | --------------- | --------------- | --------------- | --------------- | --------------- |
| 15 試合         | (T)KO           | 一本            | 判定            | その他          | 引き分け        | 無効試合        |
| 9 勝            | 7               | 1               | 1               | 0               | 0               | 0               |
| 5 敗            | 2               | 0               | 3               | 0               | 0               | 0               |

| 勝敗 | 対戦相手                       | 試合結果                      | 大会名                                                               | 開催年月日     |
| ×    | ジェイク・マシューズ           | 5分3R終了 判定0-3             | UFC Fight Night: Felder vs. Hooker                                   | 2020年2月23日  |
| ×    | バルトス・ファビンスキ         | 5分3R終了 判定0-3             | UFC Fight Night: Shogun vs. Smith                                    | 2018年7月22日  |
| ×    | カマル・ウスマン               | 5分3R終了 判定0-3             | UFC Fight Night: Stephens vs. Choi                                   | 2018年1月14日  |
| ○    | ジョーダン・メイン             | 5分3R終了 判定3-0             | UFC 206: Holloway vs. Pettis                                         | 2016年12月10日 |
| ○    | ホジマール・パリャーレス       | 1R 0:45 KO（肘打ち→パウンド） | Venator FC 3: Palhares vs. Meek 【Venator FCウェルター級王座決定戦】 | 2016年5月21日  |
| ○    | Christophe Van Dijck           | 2R（）                        | Battle of Botnia 2015                                                | 2015年11月28日 |
| ○    | Kai Puolakka                   | 3R 2:20 ギロチンチョーク      | Cage 32                                                              | 2015年10月23日 |
| ×    | Albert Odzimkowski             | 1R 3:30 TKO（）               | Fight Exclusive Night 8: Summer Edition                              | 2015年7月31日  |
| －   | ピオトル・ダネルスキー         | ノーコンテスト（誤審）        | Berserkers Arena 7: Exped Cup                                        | 2015年3月14日  |
| ○    | パー・フランクリン             | 2R 1:40 TKO（パンチ）         | Superior Challenge 9                                                 | 2013年11月23日 |
| ○    | タト・プリメイラ               | 1R 0:50 TKO（）               | Strength and Honor Championship 8: Paraisy vs. Balde                 | 2013年9月21日  |
| ○    | レイモンド・ジャーマン         | 1R TKO（）                    | European MMA 5: Frederiksberg                                        | 2013年4月19日  |
| ○    | フローディ・ビタリス・ハンセン | 1R 1:00 TKO（）               | European MMA 4: Fight Time in Viborg                                 | 2013年3月2日   |
| ×    | モハメド・アブダラ             | 1R 4:33 TKO（）               | Fighter Gala 25                                                      | 2012年5月12日  |
| ○    | マグナス・フリークマン         | 1R 0:25 TKO（）               | Red Mist Promotions: Ultimate Rage 1                                 | 2011年3月12日  |

## 獲得タイトル
- Venator FCウェルター級王座（2016年）

## 表彰
- ノルディックMMAアワード プロスペクト・オブ・ザ・イヤー（2013年）
- ノルディックMMAアワード ファイター・オブ・ザ・イヤー（2016年）